# Arachnitus filicrus
Arachnitus filicrus är en insektsart som beskrevs av Morgan Hebard 1932. Arachnitus filicrus ingår i släktet Arachnitus och familjen vårtbitare. Inga underarter finns listade i Catalogue of Life.